# سلاحف مفصلية
السلاحف المفصلية هي جنس ينتمي إلى فصيلة السلاحف البرية، ويضم ستة أنواعٍ من السلاحف التي تعيش في صحارى وسافانا قارة أفريقيا بإقليم أفريقيا جنوب الصحراء. بعض أنواع هذا الجنس عاشبة حصراً وبعضها الأخرى قارتة. استمدَّت هذه السلاحف اسمها من مفصلٍ مُميَّز يقبع في الجانب الخلفي من جسدها، ويسمح لها بتحريكه بمقدار 90 درجة وإغلاقه لحماية أرجلها الخلفية وذيلها عند مهاجمة الأعداء لها.

## الأنواع
- سلحفاة الغابات مفصلية الظهر (Kinixys erosa).
- سلحفاة المنزل مفصلية الظهر (Kinixys homeana).
- سلحفاة طبيعية مفصلية الظهر (Kinixys natalensis).
- سلحفاة بل مفصلية الظهر (Kinixys belliana).
- سلحفاة لوباتس مفصلية الظهر (Kinixys lobatsiana).
- سلحفاة سبيك مفصلية الظهر (Kinixys spekii).